# Прищепа Євген Олександрович
Євген Олександрович Прищепа (нар. 31 липня 1985) — український настільний тенісист, бронзовий призер Чемпіонату Європи (2010), багаторазовий чемпіон України, переможець Спартакіади України, переможець і призер багатьох міжнародних і національних змагань.
Майстер спорту міжнародного класу.

## Життєпис
Народився 31 липня 1985 року в Києві.
На Чемпіонаті Європи 2010 року в Остраві (Чехія) в парному розряді разом з Леєм Коу завоював бронзову медаль.
Виступає в командному Чемпіонаті Росії з настільного тенісу за команду «Пелікан» (Калінінград).